# 구상전
구상전(具象展)은 1967년 5월에 창립된 미술 단체로, 미술문화를 창달하고 국제미술국제미술교류의 증진과 창작활동의 도모를 목적으로 1999년 3월 9일 설립된 대한민국 문화체육관광부 소관의 사단법인이기도 하다. 사무실은 서울특별시 종로구 삼일대로 461, SK허브빌딩 1층 B106호에 있다.

## 주요 사업
- 회원전 및 공모전 개최
- 국제미술교류사업
- 미술간행물 발간